# Macheon-myeon
Macheon-myeon (koreanska: 마천면) är en socken i provinsen Södra Gyeongsang i den södra delen av Sydkorea, 250 km söder om huvudstaden Seoul. Den ligger i södra delen av kommunen Hamyang-gun. En del av Jirisan nationalpark ligger i Macheon-myeon.